# Hôtel Halévy
L’hôtel Halévy est un hôtel particulier situé à Paris en France.

## Histoire
L'hôtel est construit sous le Second Empire par la famille Halévy. Georges Bizet vécut de 1869 à 1875 à cette adresse ; une plaque commémorative lui rend hommage.

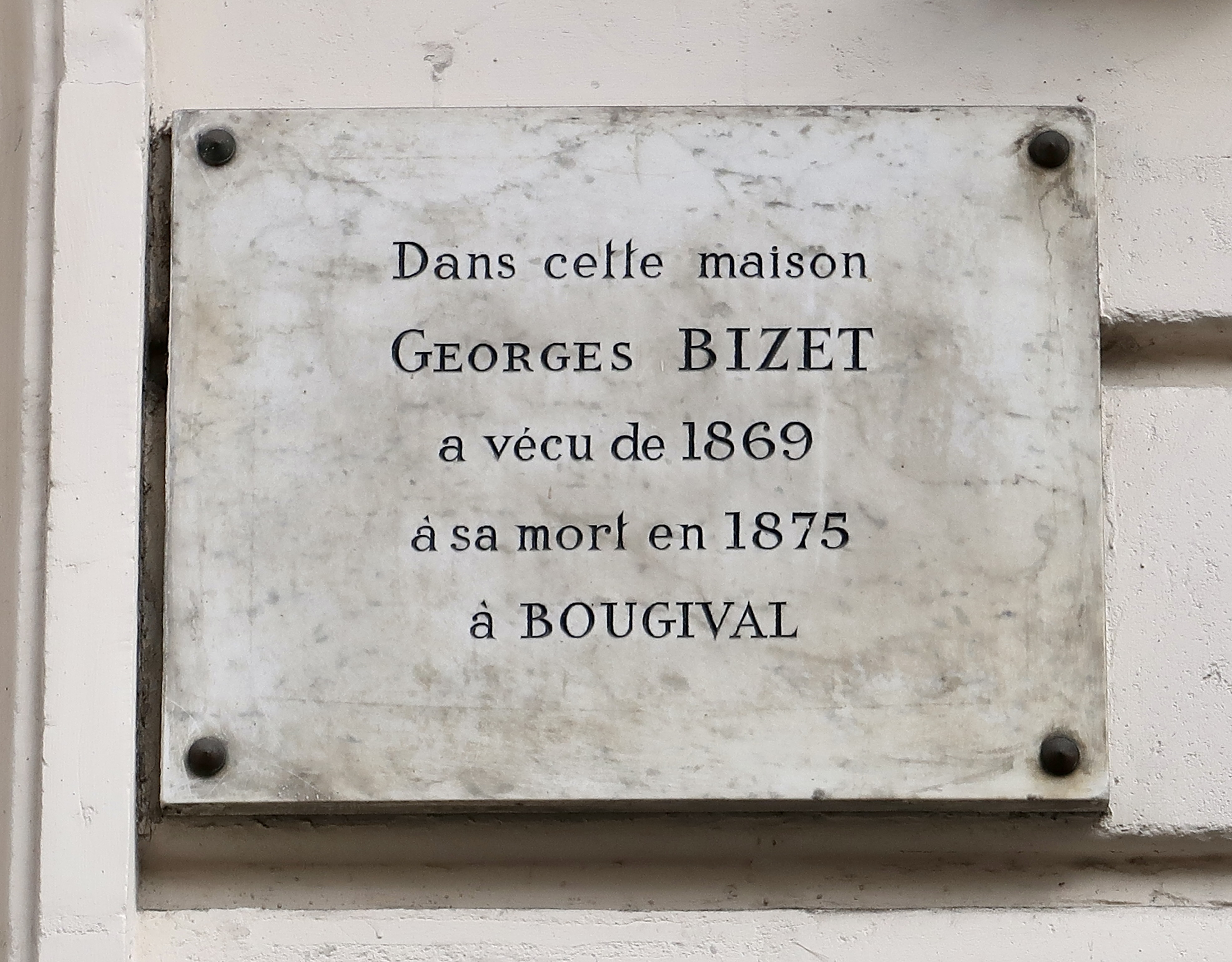
Plaque.

Dans les années 1900, le peintre Henry-Eugène Delacroix (1845-1930) avait son atelier à cette adresse. Domicile également d'Edgar Degas.
Il fait l'objet d’une inscription au titre des monuments historiques depuis le 30 avril 1982.